# خدای بزرگ پن
خدای بزرگ پَن (به انگلیسی: The Great God Pan) نام داستان کوتاهی است از نویسنده‌ی مشهور ولزی، آرتور ماچن. این کتاب برای اولین بار در سال ۱۸۹۴ منتشر شد و در زمان خودش سر و صدای زیادی به پا کرد چرا که به عقیدهٔ بسیاری محتوای آن جنسی بود.
به گفتهٔ استیون کینگ، خدای بزرگ پَن بهترین داستان ترسناکی است که تا به حال به زبان انگلیسی نوشته شده‌است.

## در ایران
این کتاب در ایران توسط علی طباخیان به فارسی ترجمه شده است.